# 組 (陸軍部隊単位)
組（くみ）は、陸軍の主に歩兵運用で用いられる部隊単位の呼称。分隊もしくは班の下に数個置かれる。
組長の下に1名から6名程度の組員が配置され、組長は概ね伍長から一等兵が務める（組員は全員二等兵）が朝鮮人民軍特殊作戦軍のように組長以下組員全てが将校で編成される場合も存在する。アメリカ陸軍、海兵隊では分隊（スクォード）の下の部隊単位をファイヤーチーム（FT）と呼称する。